# Singapore Masters (Snooker)
Das Singapore Masters war ein Mitte der 1980er-Jahre zweimal ausgetragenes Snookerturnier mit dem Status eines Einladungsturnieres. Das Turnier wurde sowohl 1984 als auch 1985 im namensgebenden Stadtstaat Singapur ausgetragen. Rekordsieger sind der Waliser Terry Griffiths und der Engländer Steve Davis, die je eine Ausgabe gewannen und bei der jeweils anderen den zweiten Platz belegten. Aufzeichnungen über potenziell hohe Breaks sind nicht vorhanden.

## Geschichte
Das Singapore Masters gehörte zu einer Reihe von Turnieren, die ab Mitte der 1980er-Jahre von Barry Hearns Unternehmen Matchroom Sport in Asien ohne Sponsor und mit der französischen Cognacmarke Camus als Sponsor in Asien ausgetragen wurden. Fester Bestandteil dieser Turniere war die Möglichkeit für lokale Amateure, am Turnier teilzunehmen. Die erste Ausgabe fand Mitte 1984, also im Rahmen der Saison 1984/85, mit vier Profi- und zwei Amateurspielern als einfaches Rundenturnier im Mandarin Hotel statt. Sieger wurde der Waliser Terry Griffiths, der sich knapp vor Steve Davis auf Platz 1 der Abschlusstabelle setzen konnte. Ein Jahr später fand ungefähr zur selben Zeit während der Saison 1985/86 die zweite Ausgabe statt, an der erneut vier Profispieler und zwei lokale Amateure teilnahmen. Diesmal wurde das Turnier aber im K.-o.-System ausgetragen. Terry Griffiths verfehlte nur knapp eine erfolgreiche Titelverteidigung, als er im Finale mit 2:4 gegen Steve Davis verlor. Anschließend fanden keine weiteren Ausgaben statt.

## Sieger
| Jahr                                  | Austragungsort                        | Sieger                                | Ergebnis                              | Finalist                              | Sponsor                               | Saison                                |
| Singapore Masters – Einladungsturnier | Singapore Masters – Einladungsturnier | Singapore Masters – Einladungsturnier | Singapore Masters – Einladungsturnier | Singapore Masters – Einladungsturnier | Singapore Masters – Einladungsturnier | Singapore Masters – Einladungsturnier |
| ------------------------------------- | ------------------------------------- | ------------------------------------- | ------------------------------------- | ------------------------------------- | ------------------------------------- | ------------------------------------- |
| 1984                                  | Singapur – Mandarin Hotel             | Terry Griffiths                       | RR                                    | Steve Davis                           | Camus                                 | 1984/85                               |
| 1985                                  | Singapur – unbekannt                  | Steve Davis                           | 4:2                                   | Terry Griffiths                       | Camus                                 | 1985/86                               |